# Prozódie (poezie)
Prozódie zkoumá zvukovou stránku jazyka. Podle toho, které prvky rozhodují o rytmu verše, se rozlišují prozodické systémy.
V systému přízvučném (tónickém) je důležitý počet přízvuků ve verši (počet nepřízvučných slabik se může měnit), v systému slabičném (sylabickém) počet slabik. Češtině nejlépe vyhovuje systém slabičně-přízvučný (sylabotónický), kdy rytmus je dán počtem slabik a rozložením přízvuků (viz výše). V antice se uplatňoval systém časoměrný, který vychází z tzv. móry, tj. doby potřebné k vyslovení krátké slabiky; dlouhá slabika je vyslovována na dvě doby. Slabika mohla být dlouhá přirozeně (když obsahovala druhou hlásku) nebo polohou (když za ní následovala skupina souhlásek).
Časoměrný systém ovlivňoval i pozdější evropské básnictví zejména v době humanismu a baroka. Uplatnil se i v poezii české, ačkoli češtině příliš nevyhovuje.
(V současnosti se v překladech antické poezie do češtiny uplatňuje nikoli časomíra, ale systém sylabotónický, jinak řečeno dlouhé slabiky originálního textu se nahrazují přízvučnými slabikami v textu překladu).